# La chica del Molino Rojo
Pour plus de détails, voir Fiche technique et Distribution.
La chica del Molino Rojo est un film dramatique espagnol réalisé par Eugenio Martín, sorti en 1973.

## Fiche technique
- Titre original : La chica del Molino Rojo
- Titre français : La chica del Molino Rojo
- Réalisation : Eugenio Martín
- Scénario : Santiago Moncada
- Photographie : Fernando Arribas
- Montage : José Antonio Rojo
- Musique : Gregorio García Segura
- Producteur : José Frade
- Pays d'origine :  Espagne
- Format : 35 mm (2-perf) ; Couleur (Technicolor) ; Son : mono, 2.35 : 1
- Genre : Film dramatique, Film musical
- Durée : 162 minutes
- Dates de sortie : 
  - Espagne : 22 décembre 1973

## Distribution
- Marisol : María Marcos
- Renaud Verley : Larry Elliot
- Mel Ferrer : Dalton Harvey
- Silvia Tortosa : Gina
- Mirta Miller : Rosita
- Manuel de Blas : Malcolm Higgins
- Bárbara Rey : Grace
- Nene Morales
- Norma Kastel
- Eduardo Calvo
- Sofía Casares
- Ketty de la Cámara
- Víctor Israel
- Vicente Roca
- Lucy Tiller
- Ángel Martín
- Kelly Becker
- Mabel Escaño
- Sylvia Trent